# Neele Mara Orth
Neele Mara Orth (* 19. Dezember 2002) ist eine deutsche Handballspielerin. Sie steht aktuell bei der HSG Bensheim/Auerbach, auch Flames genannt unter Vertrag. Zudem hat sie ein Zweitspielrecht für den 1. FSV Mainz 05, die sogenannten Meenzer Dynamites.

## Karriere
Zum Handball fand Orth über die Handball-AG ihrer Schule. Sie gelangte dann über Regio Hummeln e.V. und der SG Maulburg-Steinen 2017 in die B-Jugend der HSG Bensheim/Auerbach. Hier spielte sie in der A-Jugend Bundesliga und der zweiten Mannschaft. In der Saison 2020/21 bestritt sie ihr erstes Bundesligaspiel und erhielt am Ende der Saison ihren ersten Bundesligavertrag. 2023 wechselte sie in die 2. Bundesliga zum 1. FSV Mainz 05. Zu Beginn der Saison 2025/26 wechselte sie zurück zu der HSG Bensheim/Auerbach und bekam außerdem ein Zweitspielrecht für den 1. FSV Mainz 05.
2017 wurde sie als C-Jugendliche der SG Maulburg-Steinen in den erweiterten Kader der deutschen Jugendnationalmannschaft berufen.